# 1433
Cette page concerne l'année 1433  du calendrier julien.
L'année 1433 est une année commune qui commence un jeudi.

## Événements
- Mars : mort de l'amiral  Zheng He à Calicut[1], au retour de sa septième expédition. Arrêt des expéditions maritimes chinoises. La Chine reprend une politique isolationniste.

- Avril : la noblesse portugaise se montre hostile à un projet d’expédition destiné à soulager Ceuta[2].

- Les Touareg, guidés par leur chef Akil, franchissent le Niger, attaquent le Mali et s’emparent de Tombouctou après une période de pillage (entre 1433 et 1443). Ils dominent la région jusqu'en 1468[3].
- Dernière expédition chinoise au Mozambique[1].
- Début du règne en Inde de Maharana Kumbha (en), Rajput de Mewar, règne qui s'achève en 1468[4]. Le Rajput Maharana Kumbha renforce son armée et construit de nombreux forts pour protéger ses frontières. Il prend sous sa protection les petits états rajputs qui reconnaissaient la suzeraineté du sultan de Mâlwa. C'est un homme de lettres, un poète et un musicien qui composera plusieurs commentaires sur les œuvres sanscrites. Il fait construire de nombreux temples et son architecte Mandana écrit un traité sur le sujet.

### Europe
- 6 janvier : la délégation hussite arrive au concile de Bâle et engage la discussion sur la Déclaration des Quatre Articles le 16[5].
- 4 avril : Jeanne II de Naples annule secrètement l'adoption de Louis III d'Anjou et renouvèle celle d'Alphonse V d'Aragon[6].
- 12 avril : Philippe le Bon s’empare des États de Jacqueline de Bavière. Il annexe la Hollande, la Zélande et le Hainaut[7].
- 26 avril : paix de Ferrare entre les Vénitiens, les Florentins et le duc de Milan[5].

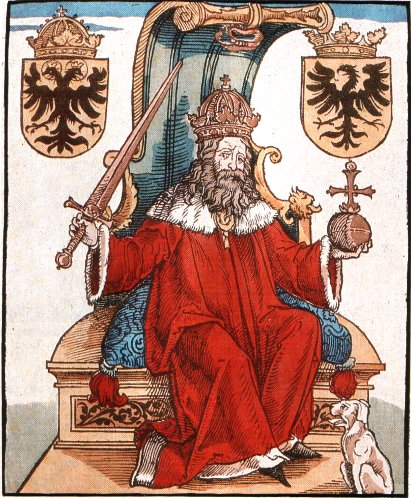
31 mai : sacre de Sigismond

- 31 mai : sacre de l'empereur Sigismond Ier du Saint-Empire par le pape Eugène IV à Rome[5].
- 3 juin : enlèvement et chute de Georges de La Trémoille, favori et ministre de Charles VII. Le clan angevin dirigé par Yolande d'Aragon, Charles du Maine et le connétable de Richemont s'empare du pouvoir[8].
- 13 juillet : le concile de Bâle retire au pape le droit de conférer les hautes dignités ecclésiastiques et lui donne soixante jours pour se rétracter[9].
- 29 juillet : le pape déclare nul et non avenu tout ce que décidera le concile contre lui[10].
- 14 août : début du règne de Duarte Ier, (Edouard, 1391-1438), roi de Portugal[11].
- 7 septembre : Cosme de Médicis est emprisonné. Il est contraint à l’exil de Florence avec sa famille par les Albizzi (départ le 3 novembre). Ils se rendent à Padoue, puis Venise (fin en 1434)[12].
- 30 novembre : 
  - Signature à Prague des  Compacta (accords) de Bâle négocié entre le concile et la délégation hussite (prédication libre, utraquisme, correction publique des péchés, acceptation des sécularisations déjà accomplies)[5].
  - Crue d'automne du Rhône[13].
- 15 décembre : par la bulle Dudum Sacrum, le pape annule celle de la dissolution du concile[5].
- 22 décembre : le concile de Bâle confirme à Raguse l’autorisation de commercer avec les Infidèles[14].

- Le moine Thomas Conecte, qui dénonçait la corruption de l'Église, est brûlé comme hérétique à Rome[15].